# Leimrieth
Leimrieth ist ein Ortsteil der Stadt Hildburghausen im Landkreis Hildburghausen in Thüringen.

## Lage
Leimrieth liegt an der Landesstraße 1133 südwestlich der Kreisstadt Hildburghausen in der Nähe der Rhein-Weser-Wasserscheide.

## Geschichte
1317 wurde das Dorf erstmals urkundlich genannt. Das Dorf geht von 1134 aus.
228 Einwohner leben 2012 im Ort. Sehenswert ist die Sankt Valentins Kirche, die im Kern aus dem Jahr 1504 stammt und 1716 bis 1724 ihre heutige Gestalt bekam, sowie die Quelle der Rodach, das Teichental und der Streuobstwiesenlehrpfad.

## Söhne und Töchter des Ortes
- Doris Liebermann (* 1953), Autorin und Journalistin